# Професионална астма
Професионална астма реверзибилна је опструкција дисајних путева која се развија месецима и годинама након сензибилизације на алергене који се сусрећу у радној средини оболеле особе. Са применом нових материјала и процеса производње болест је у непрестаном порасту, јер је и све већа листа описаних органских и неорганских супстанци, као узрочника професионалне астме.
Клинички знаци су диспнеја, пискање у плућима, кашаљ, са или без симптоми алергије горњих дисајних путева. 
Дијагноза се заснива на професионалној анамнези која се временски подудара са радним активностима, физичком прегледу, процену радних активности, детекцији алергена из радне средине, кожним алергијским тестовима и бронхопровокацијским тестовима на алергене са радног места.
Терапија подразумијева уклањање оболеле особе из радне средине у којој је била изложена провоцирајућим алергенима, и примену антиастматика.

## Опште информације
Астма повезана са радом укључује две различите категорије:
Професионална астма
Професионална астма подразумева развој астме на радном месту или непосредно након рада (касна реакција) у организму радника који раније нису имали астму. Изазвана је излагањем у радном окружењу прашини, парама или испарењима у ваздуху, код радника са или без већ постојеће астме.
Астма погоршана на раду
Астма погоршана на раду је постојећа или случајна новонастала астма код одраслих, коју погоршавају неспецифични фактори на радном месту, као што су хладноћа, сув ваздух, напор, прашина и испарења.
Симптоми астме повезане са радом јављају се неколико месеци или година од сензибилизације на алергене са којима особа долази у додир на радном месту. Једанпут сензибилисан радник временом почиње да реагује и на ниже концентрације алергена од оних на које је првобитно реаговао.
Професионална астма се разликује од непрофесионалне астме и сматра се клиничкаим или супклиничким обликом астма, која се погоршава на радном месту под утицајем супстанци које надражују плућа (нпр прашина и гасови). Астма која се погоршава на радном места, много је чешћа него професионална астма, ик сматра се блажим обликом, јер се обично побољшава кад се смањи експозиција и примени одговарајућа терапија за астму. Она има бољу прогнозу и не захтева исти ниво клиничке обраде на специфичне алергене (окидаче астме).
Неколико других болести опструкција дисајних путева узрокованих удисањем алергена на радном места може се одвојити од професионалне астме и астме која се погоршава на радном мјесту.
Код синдрома реактивне дисфункције бронха, који је неалергијски, особе с негативном анамнезом на астму развијају трајну, реверзибилну опструкцију дисајних путева након акутне претјране експозиције прашини, диму или гасу. Запаљењски процес у дисајним путевима трају и након уклањања акутног иританса па се овај синдром не може јасно одвојити од астме.
Код реактивног синдрома горњих дисајних путева (назални, фарингеални), симптоми надражаја слузокоже се развијају након акутне или поновљене експозиције инхалационим иритансима.
Дисфункција гласница повезана с иритансима може опонашати астму јер долази до ненормалне апозиције и затварања гласница, посебно у инспирију, а јавља се послије акутне инхалације иританса.
Код индустријског бронхитиса (кронични бронхитис узрокован иритансима), упала бронха узрокује кашаљ након акутне или кроничне експозиције инхалацијским иритансима.
Код облитерацијског бронхиолитиса (пролиферативног или констриктивног), оштећење бронхиола настаје након акутне експозиције инхалацијским гасовима (нпр амонијев анхидрит). Констриктивни облик је чешћи а може али и не мора бити удружен с другим облицима дифузног оштећења плућа.

## Епидемиологија
Професионална астма је једно од најчешћих професионалних болести и најчешћи облик професионалних плућних болести у развијеним земљама света. Инциденција професионалне астме варира на глобалном нивоу у зависности од врсте индустрије и врсте узрочника.
Само се у Сједињеним Америчким Државама процењује се да је 5 до 15%, од укупног броја случајева астме код одраслих, узроковано изложеношћу узрочницима астме у радном окружењу.  
Око 20% запослених са професионалном астмом могу имати егзацербације због изложености или услова у радном окружењу.  

### Фактори ризика
У најчешће факторе ризика за појаву професионалне астме спадају:
- генетска предиспозиција,
- смог,
- атопија,
- учесталост и интензитет излагања,
- преосетљивост на специфичне свеприсутније алергене,
- запаљење носних путева,

## Професије у опасности
Свака професија може бити изложена ризику од професионалне астме. Међутим, рад у одређеним индустријама представља већи ризик. То укључује:
- фармацеутску индустрију,
- козметичку индустрију (укључујући и кориснике козметике: бербере и техничари за нокте од шелака),
- индустрију храну (нпр прерађиваче морске хране, пекаре и млинаре),
- грађевинску индустрију,
- здравствену заштиту,
- руковање електроником,
- чишћење,
- ветерину,
- руковање животињама,
- текстилну индустрију,
- дрвну индустрију (нпр столари и лакирери),
- хемијску индустрију
- металну индустрију (нпр заваривачи и рафинери),
- индустрију пластику,
- индустрију боје у спреју,
- шумску индустрију.

## Етиологија
Професионалну астму узрокују имуни и неимуни механизми. 
Имуни механизми
У имуне механизме спадају хиперсензитивност на алергене из радне средине посредовани имуноглобулином Е (ИгЕ) - типом антитела (имуноглобулински изотип), који је пронађен само код сисара и анти-ИгЕ антителом против имуноглобулина Е. До сада је откривено на стотине професионалних алергена, почевши од нискомолекуларних једињења па до великих протеина. Примери су: прашина житарица, протеолитички ензими за производњу детерџената, дрво црвеног цедра, изоцијанати, формалин (ретко), антибиотици (нпр ампицилин, спирамицин), епоксидне смоле и чај.
Неимуни запаљењски механизми
Неимунолошки запаљењски механизми, одговорни су за професионалне болести дисајних путова, узрокујући директну иритацију респираторног епитела и слузокоже горњих дисајних путева.

## Врсте
Професионална астма се може поделити на:
Професионална астма изазвана сензибилизаторима
Ову врсту астме карактерише период латенције између првог излагања респираторном сензибилизатору на послу и прве презентације имунолошки посредованих симптома.
Професионална астма изазвана иритантима
Ова врста астме обично почиње у року од неколико сати након излагања надражујућем гасу, диму или пари високог интензитета на послу. 3

## Клиничка слика
Симптоми и заци који карактеришу клиничку слику професионалне астме су:  
- осећај недостатка ваздуха,
- стезање у грудима,
- пискање у плућима,
- кашаљ, често са симптомима надражаја горњих дисајних путова као што су: кијање, секреција из носа и сузење.

Симптоми горњих дисајних путева и коњунктива могу претходити типичним симптомима астме месецима или годинама, пре потпуног развоја астме. Иако се симптоми могу развити за време радног времена, ипак се они чешће јављају након излагања специфичној прашини или испарењу, односно неколико сати након што радник напусти радно место, тако да већина радника не уочава повезаност између болести и радног места. 
Код неких пацијената ноћно пискање може бити једини симптом, или се симптоми јављају викендом или на годишњем одмору, иако су у случају дужег или готово сталног излагања повремене егзацербације и побољшања мање очигледне.

## Дијагноза
Дијагноза астме која се зависи од правовременог препознавања везе између алергена са радног места и клиничких манифестација астме,  препознаје се на осноиву карактеристичног обрасца симптома и знакова и одсуства алтернативног објашњења за њих, а на основу  најмање два знака која укључују:
- аускултацијом  откривено широко распрострањено пискање

- отежано дисање,

- стезање у грудима и кашаљ;

- необјашњив низак форсирани волумен издисаја у 1 секунди (ФЕВ 1)
- вршни експирациони проток (ПЕФ).

### Анамнеза
Радна анамнеза о изложености алергенима упућује на могучу дијагнозу. У том смислу подаци о алергогеним супстанцам могу послужити за постављање дијагнозе.

### Имунолошки тестови
Имунолошки тестови (нпр кожне пробе или тестирање крпицама) са претходно справљеним суспектним алергенима од супстанци са радног места, помажу у потврђивању дијагнозе, односно да супстанце са радног места утичу на појаву симптома. Бронхијална хиперреактивност након излагању суспектном антигену иде у прилог овој дијагнози.

### Бронхопровокациони тестови
У тешким случајевима, за утврђивање опструкције горњих дисајних путева користи се бронхопровокациони тест, који се ради само у специјализованим медицинским центрима за бронхопровокацијско тестирање који могу правовремено интервенисати у случају озбиљнијих реакција. 

### Тестови плућне функције
Тестови плућне функције или мерење максималног експираторног протока ваздуха који показују смањен проток ваздуха за време оптерећења, додатни су докази узрочног утицаја радне средине. 

### Бронхопровокациони тест
Бронхопровокациони тест (заснован на удисању контролисаних количина метахолина) може послужити за утврђивање нивоа хиперреактивности дисајних путева. Осетљивост на метахолин може се смањити код тестиране особе након што се прекине изложеност професионалним алергенима.

## Диференцијална дијагноза
Диференцијација професионалне астме од идиопатске астме заснива се на симптомима, доказивању алергена на радном месту, односно постојању везе између изложености алергенима и погоршању симптома као и на физиолошком погоршању.

## Терапија
Терапија је истоветна као и она за идиопатску астму, укључујући инхалацијске бронходилататоре и кортикостероиде.
Лекови за брзо ублажавање астме, названи бронходилататори, помажу опуштању мишића дисајних путева, а лекови за контролу астме  (који се узимају сваки дан) спречавају појаву симптома.

## Компликације
Код тешких компликација професионалне астме пошто је вентилација оштећена, може доћи до акутне респираторне инсуфицијенције као последица неадекватне количине кисеоника у циркулаторном систему.
Међу компликацијама компликације опасне по живот, најзначајније су:
- истовремени спонтани билатерални пнеумоторакс,

- поткожни емфизем и

- пнеумомедијастинум.

Симптоми истовременог спонтаног билатералног пнеумоторакса су диспнеја и плеуритични бол који могу бити изузетно јаки и несразмерни обиму пнеумоторакса.
Иако су ове компликације ретке, клиничари треба да буду свесни њих, јер дијагноза може бити одложена јер се симптоми преклапају са симптомима погоршања астме. Потребан је висок ниво сумње као и брза радиографија за потврду дијагнозе.

## Прогноза
Рана и тачна дијагноза професионалне астме нуди добре изгледе за „лечење“ болести. Насупрот томе, нетачне дијагнозе могу или ометати контролу симптома и ризиковати лошу прогнозу (лажно негативну дијагнозу) или довести до непотребних економских потешкоћа и неуспеха да се побољша здравствено стање.
Професионална астма може наставити да се погоршава ако пацијент настави да излагање супстанци која узрокује проблем, чак и ако му лекови побољшавају симптоме. Таквим пацијентима се саветује да промене посао.
Како се симптоми професионалне астме се могу наставити годинама након што радник више није изложен штетним факторина на радном месту, генерално, она има лошу прогнозу:
- приближно две трећине радника никада не постиже потпуни симптоматски опоравак,
- приближно три четвртине има упорну неспецифичну бронхијалну хиперреактивност.
- једна трећина радника са професионалном астмом је незапослена до шест година након дијагнозе.

Лечење у специјалистичким болницама и, тамо где је доступна, специјалистичка здравствена заштита рада може побољшати ове исходе.

## Превенција
Превенција је најважнији корак у лечењу професионалне астме, јер спречава удисање алергогене прашине.
Међутим, у пракси је немогуће елиминирати све изворе сензибилизације и клиничку болест. Такође једном сензибилисан, пацијент са професионалном астмом може реагирати и на изузетно мале концентрације алергена у његовом окружењу.
Они који се враћају у исту радну средину где постоје провокацијски алергени, имају лошију прогнозу, више респираторних тегоба, више поремећаја плућне функције, већу потребу за лековима и честе егзацербације. 
Треба имати у виду да кад год је то могуће, да се особа са симптомима астме не излаже алергенима на радном месту јер се поново јављају здравствене тегобе, а са наставком експозиција, симптоми постају трајнији.
Професионална астма се може превенцијом спречити ако се симптоми правовремено препознају, а експозиција моментално и трајно прекине.

## Правна регулатива
Ако послодавац није предузео адекватне мере предострожности да спречи штету изазвану професионалном астмом, пацијент може имати право да поднесе грађански захтев за компензацију за повреду на раду.